# 유산균과
유산균과(Lactobacillaceae)는 유산균목에 속하는 세균과의 하나이다. 포도당을 분해하여 젖산을 만드는 젖산균을 포함하고 있다. 일부 종은 병원성이 높다.

## 하위 속
- 락토바킬루스속 (Lactobacillus)
- Paralactobacillus
- Pediococcus
- Sharpea